# Išme-Dagan
Išme-Dagan (𒅖𒈣𒀭𒁕𒃶, Ish-ma-Dda-gan) je bil v obdobju poznega Akadskega kraljestva okoli 2190-2146 vladar Marija in vojaški guverner (šakkanakku) severne Mezopotamije.  Iz kasnejših seznamov kraljev je razvidno, da je vladal 45 let, da je bil tretji šakkanakku  in naslednik Šu-Dagana. Išme-Dagan je bil verjetno sodobnik Akadskega kralja Šar-Kali-Šarija. Imel je dva sinova, ki sta ga nasledila kot šakkanakkuja Marija: Nur-Merja in Ištub-Iluma.
Išme-Dagan je znan iz napisov njegovega sina Ištub-Iluma na posvetilnih tablicah za gradnje templjev, v katerih omenja svojega očeta:
𒅖𒁾𒀭 / 𒄊𒀴 𒈠𒌷𒆠 / 𒌉𒅖𒈣𒀭𒁕𒃶 / 𒄊𒀴 𒈠𒌷𒆠 / 𒂍 / 𒀭𒈗𒈤𒁴 / 𒅁𒉌
Ištup-Ilum / Šakkanakku Mari-ki / dumu Išma-Dagan / Šakkanakku Mari-ki / e / dLugal-mādim / ibni
Ištub-Ilum, šakkanakku Marija, sin Išme-Dagana, šakkanakkuja Marija, je zgradil ta tempelj za boga Lugal-mātima ("Gospodarja dežele", ki je istoveten z Daganom ali Enlilom)
— Ištub-Ilumova posvetila tablica
- Napis "Išme-Dagan, šakkanakku" na tablici njegovega sina Ištub-Iluma; znak v kornjem desnem kotu (𒌉) je dumu in pomeni "sin..."
- Druga Ištub-Ilumova tablica z napisom: 
 "Ištub-Ilum, šakkanakku Marija, sin Išme-Dagana, šakkanakkuja Marija", Muzej Louvre
- Ištub-Ilumov depozit za "Tempelj levov" v Mariju; napis na tablici se glasi: 
"Ištub-Ilum, šakkanakku Marija, sin Išme-Dagana, šakkanakkuja Marija, je zgradil Tempelj kralja države", Muzej Louvre AO 19827[5]